# 硕大马先蒿
硕大马先蒿（学名：[Pedicularis ingens] 错误：{{Lang}}：文本有斜体标记（帮助））是列当科马先蒿属的植物，为中国的特有植物。分布于中国大陆的甘肃、青海、四川等地，生长于海拔3,350米至4,000米的地区，一般生长在高草坡中以及多石岩处，目前尚未由人工引种栽培。